# William Cavendish, V duca di Devonshire
William Cavendish, V duca di Devonshire (Londra, 14 dicembre 1748 – Londra, 29 luglio 1811), è stato un nobile e politico inglese, che fu Lord Alto Tesoriere d'Irlanda.

## Biografia

### Infanzia

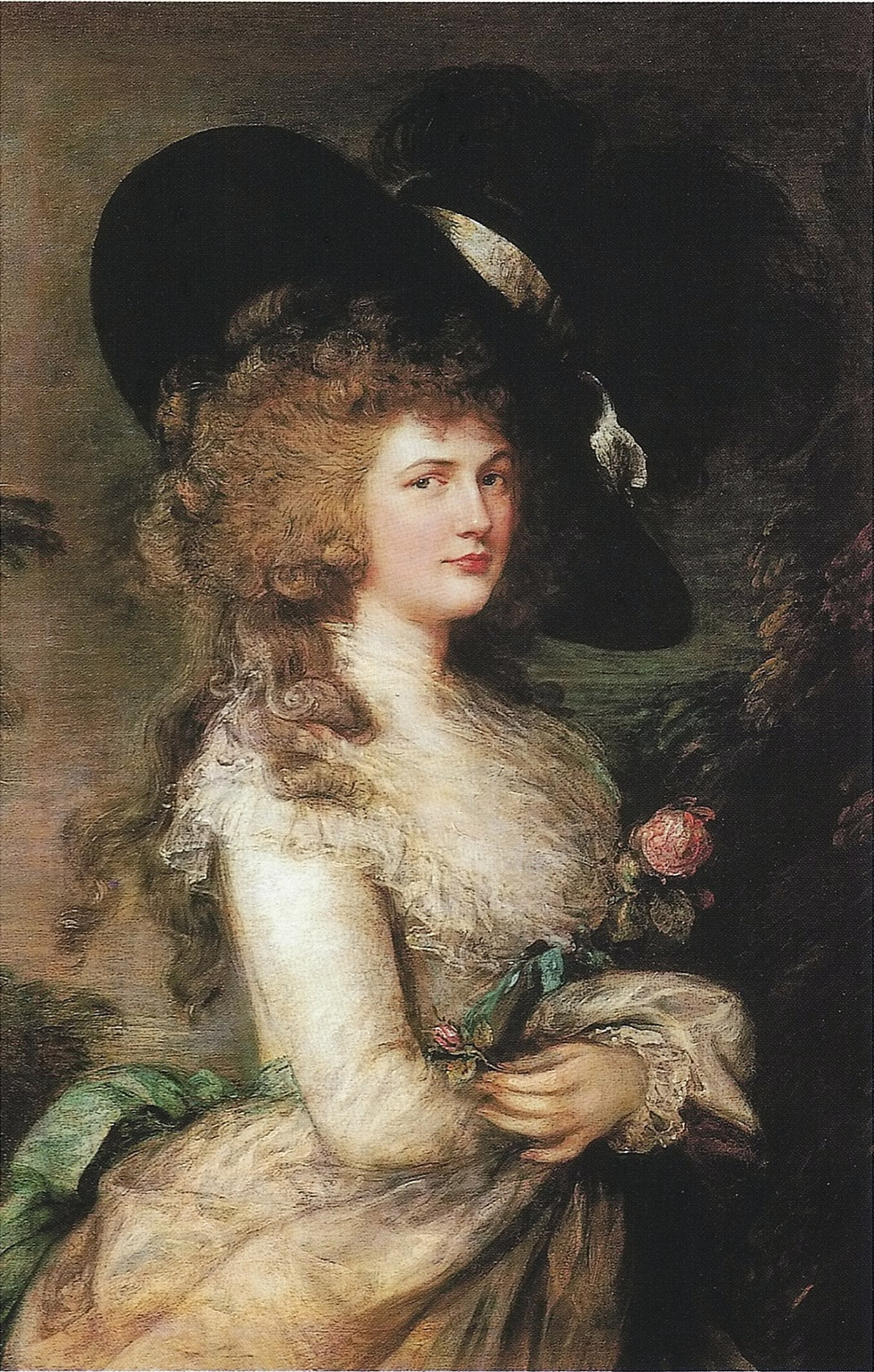
Ritratto di Georgiana, duchessa di Devonshire di Thomas Gainsborough, 1787. Questo dipinto, che la ritrae con un largo cappello francese, fu perduto per molti anni. Fu acquistato una decina di anni fa da Andrew Cavendish, XI duca di Devonshire, e inserito nella collezione di Chatsworth House

William era il figlio maggiore ed erede del quarto Duca di Devonshire e di sua moglie Lady Charlotte Elizabeth Boyle, che aveva portato alla famiglia Cavendish un notevole patrimonio.

### Matrimonio

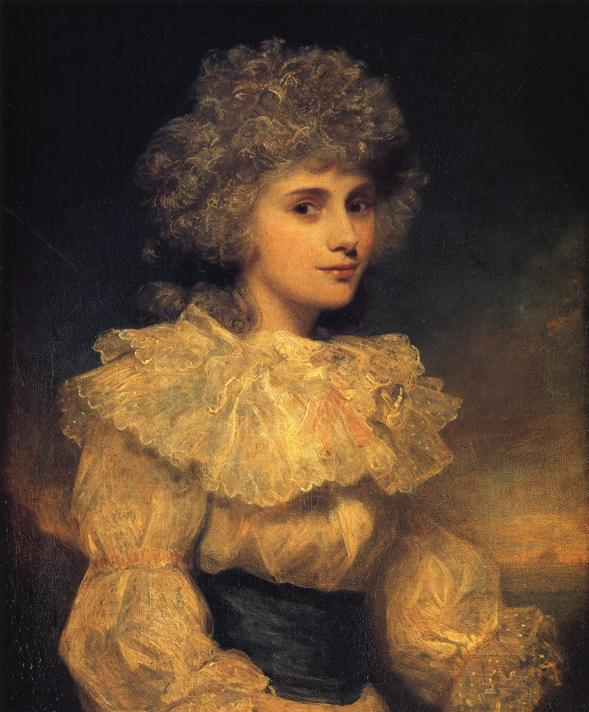
Lady "Bess" Foster

Il quinto Duca, che non fu un politico di spicco come i suoi predecessori, sposò Georgiana Spencer, figlia di John Spencer, I conte Spencer, il 6 giugno 1774. Il matrimonio fu brillante quanto infelice, poiché la coppia era divisa da incompatibilità di carattere (Il matrimonio dei Devonshire fu splendidamente satirizzato nella commedia di Richard Brinsley Sheridan, The School for Scandal, dove una giovane moglie di campagna, Lady Teazle, è affascinata dalla gente alla moda). L'iniziale incapacità di rimanere incinta della giovane Duchessa fu inoltre motivo di preoccupazione: le mogli aristocratiche erano valutate più per la loro fertilità che per la loro dote o i legami familiari. Georgiana ebbe numerosi aborti prima di dare alla luce due figlie, e infine il tanto atteso (e unico) figlio maschio. Questi, William Cavendish, futuro VI duca del Devonshire (1790-1858), morì scapolo e quindi senza eredi; la sorella, Georgiana Cavendish (1783-1858) sposò George Howard, VI conte di Carlisle (1773-1844), mentre Harriet Cavendish (1785-1862) sposò Granville Leveson-Gower, I conte Granville. Georgiana, donna di grande bellezza e di altrettanto fascino e carisma dettò la moda del tempo e radunò attorno a sé una cerchia di letterati e politici. Viaggiò molto, divenendo persino amica della regina di Francia Maria Antonietta. La duchessa fu ritratta da pittori come Thomas Gainsborough e Joshua Reynolds.

#### Scandali matrimoniali
Fu Georgiana che presentò il Duca a quella che sarebbe diventata la sua amante, nonché seconda moglie, Lady Elizabeth Foster. "Bess" fu la migliore amica di Georgiana, la quale tollerò il ménage à trois per molti anni. Georgiana, da parte sua, ebbe una relazione con Charles Grey, II conte Grey, dal quale ebbe una figlia nel 1792, Eliza Courtney (un'antenata di Sarah, Duchessa di York). Lady Elizabeth Foster ebbe due figli dal Duca, un maschio e una femmina. Quando la Duchessa morì, suo marito sposò Bess Foster e prontamente si procurò una nuova amante. Alla sua morte, il figlio che ebbe dalla Duchessa diventò il VI Duca di Devonshire ma morì scapolo, perciò gli successe un cugino di secondo grado, William Cavendish, II conte di Burlington (1808-1891), già era vedovo della nipote di Georgiana, Lady Blanche Howard.

### Ultimi anni e morte
Dal 1764, anno in cui ereditò il titolo ducale, al 1793 Cavendish fu Lord Alto Tesoriere d'Irlanda.
Il Duca morì il 29 luglio 1811.

## Ascendenza
|                                                      |                                           |                                            | Genitori                                  |  |  | Nonni |  |  | Bisnonni                                    |  |  | Trisnonni                                   |  |
|                                                      |                                           |                                            |                                           |  |  |       |  |  | 8. William Cavendish, II duca di Devonshire |  |  | 16. William Cavendish, I duca di Devonshire |  |
|                                                      |                                           |                                            |                                           |  |  |       |  |  | 8. William Cavendish, II duca di Devonshire |  |  | 16. William Cavendish, I duca di Devonshire |  |
|                                                      |                                           | 17. Mary Butler                            |                                           |  |  |       |  |  | 8. William Cavendish, II duca di Devonshire |  |  |                                             |  |
| 4. William Cavendish, III duca di Devonshire         |                                           |                                            |                                           |  |  |       |  |  | 8. William Cavendish, II duca di Devonshire |  |  |                                             |  |
|                                                      |                                           | 9. Rachel Russell                          | 18. William Russell                       |  |  |       |  |  |                                             |  |  |                                             |  |
|                                                      |                                           | 9. Rachel Russell                          | 18. William Russell                       |  |  |       |  |  |                                             |  |  |                                             |  |
|                                                      |                                           | 9. Rachel Russell                          | 19. Rachel Wriothesley                    |  |  |       |  |  |                                             |  |  |                                             |  |
| 2. William Cavendish, IV duca di Devonshire          |                                           | 9. Rachel Russell                          |                                           |  |  |       |  |  |                                             |  |  |                                             |  |
|                                                      |                                           | 10. John Hoskins                           | 20. Charles Hoskins                       |  |  |       |  |  |                                             |  |  |                                             |  |
|                                                      |                                           | 10. John Hoskins                           | 20. Charles Hoskins                       |  |  |       |  |  |                                             |  |  |                                             |  |
|                                                      |                                           | 10. John Hoskins                           | 21. Anne Hale                             |  |  |       |  |  |                                             |  |  |                                             |  |
| 5. Catherine Hoskins                                 |                                           | 10. John Hoskins                           |                                           |  |  |       |  |  |                                             |  |  |                                             |  |
|                                                      |                                           | 11. Catherine Hale                         | 22. William Hale                          |  |  |       |  |  |                                             |  |  |                                             |  |
|                                                      |                                           | 11. Catherine Hale                         | 22. William Hale                          |  |  |       |  |  |                                             |  |  |                                             |  |
|                                                      |                                           | 11. Catherine Hale                         | 23. Mary Elwes                            |  |  |       |  |  |                                             |  |  |                                             |  |
| 1. William Cavendish, V duca di Devonshire           |                                           | 11. Catherine Hale                         |                                           |  |  |       |  |  |                                             |  |  |                                             |  |
|                                                      | 12. Charles Boyle, II conte di Burlington | 24. Charles Boyle, III visconte Dungarvan  |                                           |  |  |       |  |  |                                             |  |  |                                             |  |
|                                                      | 12. Charles Boyle, II conte di Burlington | 24. Charles Boyle, III visconte Dungarvan  |                                           |  |  |       |  |  |                                             |  |  |                                             |  |
|                                                      | 12. Charles Boyle, II conte di Burlington | 25. Jane Seymour                           |                                           |  |  |       |  |  |                                             |  |  |                                             |  |
| 6. Richard Boyle, III conte di Burlington            | 12. Charles Boyle, II conte di Burlington |                                            |                                           |  |  |       |  |  |                                             |  |  |                                             |  |
|                                                      |                                           | 13. Juliana Noel                           | 26. Henry Noel                            |  |  |       |  |  |                                             |  |  |                                             |  |
|                                                      |                                           | 13. Juliana Noel                           | 26. Henry Noel                            |  |  |       |  |  |                                             |  |  |                                             |  |
|                                                      |                                           | 13. Juliana Noel                           | 27. Elizabeth Wale                        |  |  |       |  |  |                                             |  |  |                                             |  |
| 3. Charlotte Elizabeth Boyle, marchesa di Hartington |                                           | 13. Juliana Noel                           |                                           |  |  |       |  |  |                                             |  |  |                                             |  |
|                                                      |                                           | 14. William Savile, II marchese di Halifax | 28. George Savile, I marchese di Halifax  |  |  |       |  |  |                                             |  |  |                                             |  |
|                                                      |                                           | 14. William Savile, II marchese di Halifax | 28. George Savile, I marchese di Halifax  |  |  |       |  |  |                                             |  |  |                                             |  |
|                                                      |                                           | 14. William Savile, II marchese di Halifax | 29. Dorothy Spencer                       |  |  |       |  |  |                                             |  |  |                                             |  |
| 7. Dorothy Savile                                    |                                           | 14. William Savile, II marchese di Halifax |                                           |  |  |       |  |  |                                             |  |  |                                             |  |
|                                                      |                                           | 15. Mary Finch                             | 30. Daniel Finch, VII conte di Winchilsea |  |  |       |  |  |                                             |  |  |                                             |  |
|                                                      |                                           | 15. Mary Finch                             | 30. Daniel Finch, VII conte di Winchilsea |  |  |       |  |  |                                             |  |  |                                             |  |
|                                                      |                                           | 15. Mary Finch                             | 31. Essex Rich                            |  |  |       |  |  |                                             |  |  |                                             |  |
|                                                      |                                           | 15. Mary Finch                             |                                           |  |  |       |  |  |                                             |  |  |                                             |  |

## Nella cultura di massa
- The School for Scandal di Richard Brinsley Sheridan si basa, in parte, sul matrimonio dei Devonshire.
- Nel film su Georgiana di Saul Dibb, La duchessa (2008), Ralph Fiennes interpreta William Cavendish. Il film è basato sulla biografia Georgiana, di Amanda Foreman.